# Hebius clerki
Espèce
Synonymes
- Natrix clerki Wall, 1925
- Amphiesma clerki (Wall, 1925)

Hebius clerki est une espèce de serpents de la famille des Natricidae. 

## Répartition
Cette espèce se rencontre en Chine au Yunnan, en Birmanie, au Népal et en Inde en Arunachal Pradesh, au Nagaland et au Sikkim.

## Publication originale
- Wall, 1925 : Notes on snakes collected in Burma in 1924. Journal of the Bombay Natural History Society, vol. 30, no 4, p. 805-821.